# Campeonato Mundial de Halterofilismo de 2021 - Mais de 109 kg masculino
A categoria mais de 109 kg masculino foi um evento do Campeonato Mundial de Halterofilismo de 2021, disputado em Tasquente, no Uzbequistão, no dia 17 de dezembro de 2021. 

## Calendário
Horário local (UTC+5)
| Dia            | Horário | Fase    |
| -------------- | ------- | ------- |
| 17 de dezembro | 08:00   | Grupo C |
| 17 de dezembro | 10:00   | Grupo B |
| 17 de dezembro | 16:00   | Grupo A |

## Medalhistas
| Evento    | Ouro                   | Ouro   | Prata                  | Prata  | Bronze                 | Bronze |
| --------- | ---------------------- | ------ | ---------------------- | ------ | ---------------------- | ------ |
| Arranque  | Lasha Talakhadze (GEO) | 225 kg | Varazdat Lalayan (ARM) | 211 kg | Eduard Ziaziulin (BLR) | 206 kg |
| Arremesso | Lasha Talakhadze (GEO) | 267 kg | Varazdat Lalayan (ARM) | 246 kg | Gor Minasyan (ARM)     | 243 kg |
| Total     | Lasha Talakhadze (GEO) | 492 kg | Varazdat Lalayan (ARM) | 457 kg | Gor Minasyan (ARM)     | 448 kg |

## Recordes
Antes desta competição, o recorde mundial da prova era o seguinte:
| Recorde         | Tipo      | Atleta                 | Peso   | Local  | Data                |
| Recorde Mundial | Arranque  | Lasha Talakhadze (GEO) | 223 kg | Tóquio | 4 de agosto de 2021 |
| Recorde Mundial | Arremesso | Lasha Talakhadze (GEO) | 265 kg | Tóquio | 4 de agosto de 2021 |
| Recorde Mundial | Total     | Lasha Talakhadze (GEO) | 488 kg | Tóquio | 4 de agosto de 2021 |

Os seguintes novos recordes foram estabelecidos durante esta competição.
| Arranque  | 225 kg | Lasha Talakhadze (GEO) | Recorde mundial |
| Arremesso | 267 kg | Lasha Talakhadze (GEO) | Recorde mundial |
| Total     | 492 kg | Lasha Talakhadze (GEO) | Recorde mundial |

## Resultado
Os resultados foram os seguintes. 
| Pos.              | Atleta                      | Grupo | Arranque (kg) | Arranque (kg) | Arranque (kg) | Arranque (kg)     | Arremesso (kg) | Arremesso (kg) | Arremesso (kg) | Arremesso (kg)    | Total |
| Pos.              | Atleta                      | Grupo | 1             | 2             | 3             | Resultado         | 1              | 2              | 3              | Resultado         | Total |
| ----------------- | --------------------------- | ----- | ------------- | ------------- | ------------- | ----------------- | -------------- | -------------- | -------------- | ----------------- | ----- |
| Medalha de ouro   | Lasha Talakhadze (GEO)      | A     | 210           | 218           | 225           | Medalha de ouro   | 247            | 257            | 267            | Medalha de ouro   | 492   |
| Medalha de prata  | Varazdat Lalayan (ARM)      | A     | 202           | 207           | 211           | Medalha de prata  | 240            | 242            | 246            | Medalha de prata  | 457   |
| Medalha de bronze | Gor Minasyan (ARM)          | A     | 205           | 213           | 213           | 4                 | 240            | 243            | 253            | Medalha de bronze | 448   |
| 4                 | Eduard Ziaziulin (BLR)      | A     | 200           | 206           | 210           | Medalha de bronze | 231            | 237            | 241            | 4                 | 447   |
| 5                 | Aleksey Lovchev (FRH)       | A     | 190           | 196           | 201           | 5                 | 231            | 237            | 238            | 7                 | 432   |
| 6                 | Ayat Sharifi (IRI)          | A     | 185           | 192           | 197           | 6                 | 227            | 242            | 244            | 10                | 424   |
| 7                 | Alireza Yousefi (IRI)       | A     | 173           | 178           | 183           | 7                 | 230            | 238            | 245            | 5                 | 421   |
| 8                 | Ahmed Mohamed Gaber (EGY)   | A     | 175           | 180           | 185           | 10                | 226            | 230            | 234            | 8                 | 410   |
| 9                 | David Liti (NZL)            | B     | 172           | 176           | 180           | 12                | 223            | 227            | 231            | 6                 | 407   |
| 10                | Enzo Kuworge (NED)          | B     | 170           | 175           | 176           | 13                | 222            | 227            | 238            | 9                 | 403   |
| 11                | Keiser Witte (USA)          | B     | 178           | 178           | 182           | 8                 | 215            | 220            | 225            | 14                | 402   |
| 12                | Mart Seim (EST)             | A     | 175           | 180           | 180           | 15                | 225            | 233            | 236            | 12                | 400   |
| 13                | Kosuke Chinen (JPN)         | B     | 175           | 175           | 181           | 9                 | 210            | 217            | 222            | 18                | 398   |
| 14                | Lee Yang-jae (KOR)          | B     | 173           | 173           | 178           | 16                | 223            | 230            | 232            | 13                | 396   |
| 15                | Bakari Turmanidze (GEO)     | B     | 171           | 175           | 176           | 14                | 210            | 218            | 223            | 15                | 394   |
| 16                | Péter Nagy (HUN)            | B     | 172           | 177           | —             | 17                | 212            | 218            | 222            | 16                | 390   |
| 17                | Nooh Dastgir Butt (PAK)     | B     | 165           | 165           | 170           | 21                | 220            | 225            | —              | 11                | 390   |
| 18                | Gurdeep Singh (IND)         | B     | 160           | 167           | 172           | 18                | 210            | 217            | 223            | 17                | 389   |
| 19                | Gilberto Lemus (GUA)        | C     | 170           | 170           | 170           | 20                | 200            | 208            | 208            | 20                | 370   |
| 20                | Mirkhosil Mirzabaev (UZB)   | C     | 164           | 168           | 170           | 19                | 193            | 200            | 205            | 21                | 370   |
| 21                | Dixon Arroyo (ECU)          | C     | 170           | 177           | 182           | 11                | 192            | 192            | 192            | 23                | 369   |
| 22                | Miklos Bencsik (CAN)        | C     | 146           | 151           | 155           | 23                | 193            | 197            | 205            | 19                | 360   |
| 23                | Quinn Everett (CAN)         | C     | 153           | 158           | 158           | 22                | 193            | 193            | 200            | 22                | 351   |
| 24                | Rungsuriya Panya (THA)      | C     | 147           | 152           | 156           | 24                | 190            | 190            | 194            | 24                | 342   |
| 25                | Ushan Charuka (SRI)         | C     | 135           | 135           | 141           | 25                | 170            | 175            | 180            | 25                | 315   |
| 26                | Godfrey Baligeya (UGA)      | C     | 110           | 110           | 110           | 26                | 140            | 145            | 150            | 26                | 255   |
| —                 | Hojamuhammet Toýçyýew (TKM) | A     | 180           | 180           | 180           | —                 | —              | —              | —              | —                 | —     |
| —                 | Oleh Hanzenko (UKR)         | B     | 175           | 175           | 175           | —                 | —              | —              | —              | —                 | —     |
| —                 | Kamil Kučera (CZE)          | B     | 172           | 172           | 172           | —                 | 223            | 223            | 223            | —                 | —     |